# Gil Hodges
Gilbert Raymond Hodges (Princeton, Indiana, 4 de abril de 1924-West Palm Beach, Florida, 2 de abril de 1972), más conocido como Gil Hodges, fue un jugador profesional estadounidense de béisbol que se desempeñó en la posición de primera base en las Grandes Ligas de Béisbol (MLB). Es miembro del Salón de la Fama del Béisbol.

## Carrera
Hodges jugó como profesional 16 temporadas en Los Angeles Dodgers (1943, 1947-1961), después pasó a New York Mets, donde jugó dos temporadas (1962-1963), y fue el equipo en el que se retiró.

## Reconocimiento
En 2022, ingresó como miembro al Salón de la Fama del Béisbol.